# .22 WRF
 (novembre 2023).
Si vous disposez d'ouvrages ou d'articles de référence ou si vous connaissez des sites web de qualité traitant du thème abordé ici, merci de compléter l'article en donnant les références utiles à sa vérifiabilité et en les liant à la section « Notes et références ».
Le calibre .22 WRF (Winchester Rim Fire) ou .22 Remington Special a été créé pour la carabine Winchester Model 1890 à pompe de Winchester Repeating Arms Company, puis a été par la suite utilisé pour d'autres armes longues (Remington, Stevens) et courtes (Colt).

## Historique
La cartouche était initialement manufacturée par Remington, qui la rebaptisa .22 Remington Special (totalement interchangeable). L'embout de 45 grains à tête plate était propulsé à la vitesse de 1 320 fps (pieds par seconde) avec une énergie de 175 ft.lbs. à la bouche. Cette munition est plus puissante que la .22 LR (Long Rifle).

## Description
La .22 WRF est chambrée par une arme en .22 Magnum (même diamètre de douille et de projectile), mais pas l'inverse car la .22 WMR (.22 Winchester Magnum Rimfire) est plus longue. Les munitions de .22 WRF et de .22 WMR ne chambrent pas dans une arme de calibre .22 LR. Leur projectile est de calibre .224 (comme la plupart des .22 et .223 à percussion centrale) et non pas du .223 comme les .22 LR.
La .22 WMR est né de la modification (allongement de la douille) de la .22 WRF pour obtenir une cartouche plus puissante.
La .22 WRF est une munition intéressante[Selon qui ?] encore fabriquée parfois par CCI et Winchester (mais plus par Remington), plus puissante que la .22 LR et moins chère que la .22 WMR. CCI met en garde de ne pas utiliser ses munitions de .22 WRF (chargée avec un embout JHP - Jacketed Hollow Point - blindé à pointe creuse) dans des armes chambrées pour la .22 WMR.